# پوژنگکی
پوژنگکی (به لهستانی:  Pożniki) یک روستا در لهستان است که در گمینا چرمخا واقع شده‌است.